# Namco Museum Megamix
Namco Museum Megamix is een videospel dat werd ontwikkeld en uitgegeven door Namco Bandai. Het compilatiespel kwam op 16 november 2010 uit in de Verenigde Staten. Het spel is het vervolg op Namco Museum Remix. Het bevat negen 18 normale versies van spellen en 6 remixed versies. Bij de remix versies hebben de spellen verbeterde graphics en een gewijzigde gameplay.

## Spellen
Het compilatiespel bevat de volgende spellen:
- Cutie Q (1979)
- Dig Dug (1982)
- Galaxian (1979)
- Gaplus (1984)
- Mappy (1983)
- Pac & Pal (1983)
- Pac-Mania (1987)
- Super Pac-Man (1982)
- Xevious (1982)
- Bosconian (1981)
- Dig Dug II (1985)
- Galaga (1981)
- Grobda (1984)
- King & Balloon (1980)
- Motos (1985)
- New Rally-X (1981)
- Pac-Man (1980)
- Rally-X (1980)
- Pac'N Roll (2007; remix-versie)
- Galaga (2007; remix-versie)
- Motos (2007; remix-versie)
- Rally X (2007; remix-versie)
- Gator Panic (2007; remix-versie)
- Grobda Remix (2010; remix-versie)